# Ишутин, Николай Андреевич
Никола́й Андре́евич Ишу́тин (3 [15] апреля 1840, Сердобск — 5 [17] января 1879, Карийская  каторга) — русский революционер, один из первых социалистов-утопистов, создатель революционных кружков. Один из первых представителей русских революционеров-заговорщиков, руководствовавшихся принципом «цель оправдывает средства».

## Биография
Родился в Сердобске. Потомственный почётный гражданин. В 1842 году остался сиротой. Воспитывался в семье родственников — мелкопоместных дворян Каракозовых, вместе со своим двоюродным братом Д. В. Каракозовым. В 1855 году окончил Чембарское уездное училище и поступил в Пензенскую гимназию, но ушёл с 7-го класса, не окончив курса.
В 1863 году приехал в Москву, посещал лекции в университете в качестве вольнослушателя. Вёл революционную пропаганду среди студентов, организовал небольшую коммуну, имевшую свою кассу взаимопомощи, переплётную и швейную мастерскую, бесплатную библиотеку и школу. В своей деятельности Ишутин сочетал пропаганду в народе идей утопического социализма с заговорщической и террористической тактикой. Основал тайные революционные общества «Организация» и «Ад».
Е. К. Брешко-Брешковская вспоминала: «…Хотя старше других, — ему было около 25 лет, — он горячился и увлекался, как юноша. Работа кипела в его руках. Знакомства приумножались, революционная атмосфера сгущалась, вопросы ставились решительнее и острее…».

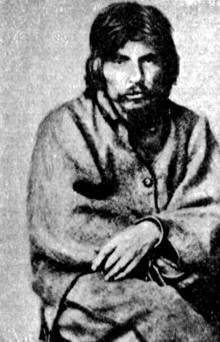
Ишутин Н. А. в заключении

Помимо участников московского кружка, Ишутин имел единомышленников в Петербурге (кружок И. Худякова), в Саратове (А. Христофоров) и других городах. В 1864 году ишутинцы помогли выехать за границу бежавшему из московской пересыльной тюрьмы польскому революционеру, впоследствии генералу Парижской Коммуны Ярославу Домбровскому.
После покушения Д. В. Каракозова на Александра II в 1866 году ишутинская организация была ликвидирована. Сам Ишутин был приговорён Верховным уголовным судом к смертной казни, вскоре заменённой пожизненной каторгой. До 1868 года Ишутин содержался в одиночной камере Шлиссельбургской крепости, где позднее потерял рассудок.
Был переправлен в Восточную Сибирь (Алгачи), в 1871 году — на Александровский Завод (Нерчинская каторга), а в 1875 году — в Нижнекарийскую каторжную тюрьму, где убил каторжника Баженина.
Умер на каторге почти сумасшедшим в 1879 году.

## Память
В Сердобске одна из улиц носит имя Ишутина.